# Leeds City FC
Leeds City FC was een Engelse voetbalclub uit Leeds en de dominante club uit de stad voor de Eerste Wereldoorlog. De club werd opgericht in 1904. Een jaar later trad de club toe tot de Football League en speelde daar de rest van haar bestaan. Door financiële problemen werd City opgeheven in 1919 na 8 wedstrijden in het lopende seizoen gespeeld te hebben. Hierna werd Leeds United opgericht dat het volgende jaar toetrad tot de competitie.
In 1924 werd City heropgericht als amateurclub en speelde in de Yorkshire League en werd daar 6de, 4de en 11de. Hierna verdween City voorgoed.